# Heike Roth
Heike Maria Roth, verheiratete Heike Maria Peters (* 8. September 1968 in Trier) ist eine ehemalige deutsche Basketballspielerin. Vier Mal (1990, 1991, 1992, 1995) wurde die 1,93 Meter große Centerspielerin Deutschlands Basketballerin des Jahres.

## Laufbahn
Die aus Trier stammende Roth zählt zu den besten deutschen Basketballspielerinnen überhaupt. Höhepunkt ihrer Vereinskarriere war die Saison 1995/96, als sie mit BTV Wuppertal die Europaliga, die deutsche Meisterschaft und den deutschen Pokalwettbewerb gewann. 1997 erreichte sie mit Wuppertal erneut das Endspiel der Europaliga, 1998 mit Pool Getafe Madrid. Nach ihrer Zeit in Spanien spielte sie in Italien für Cari Parma.

### Nationalmannschaft
Zwischen 1987 und 2001 bestritt Roth 172 A-Länderspiele für Deutschland und gehörte zum deutschen Aufgebot für die Weltmeisterschaft im eigenen Land 1998 sowie für die Europameisterschaften 1995, 1997 und 1999. Bei der EM 1997 holte sie mit der DBB-Auswahl Bronze, bei der WM 98 glänzte Roth als viertbeste Korbschützin des Turniers (17,1 Punkte pro Partie).